# Gesù e la Samaritana al pozzo
Gesù e la Samaritana al pozzo è un dipinto del pittore veronese Girolamo dai Libri, realizzato con la tecnica della pittura a olio su tela, conservato a Monteforte d'Alpone nella chiesa di Santa Maria Maggiore.
Si presume che il dipinto fosse originariamente collocato nel palazzo vescovile di Monteforte d'Alpone ma, viste le sue ridotte dimensioni, potrebbe anche essere appartenuto ad un luogo privato di devozione. Nella rappresentazione del Cristo vi sono dei chiari rimandi allo stile di Francesco Morone, grande amico del dai Libri, tanto che alcuni sostengono un suo intervento diretto sulla tela. In ogni caso, la tela è collocabile tra il 1515 e il 1520 che fu il periodo anche di massima collaborazione tra i due.